# Alberto de São Gonçalo da Silva
Dom Frei Alberto de São Gonçalo da Silva, O.S.A. (Amarante, 1631 - Goa Velha, 8 de abril de 1688) foi um arcebispo português, arcebispo de Goa e Primaz do Oriente entre 1686 e 1688.